# Sydney-i Operaház
A Sydney-i Operaház jelenlegi épületének megépítésére 1954-ben írtak ki pályázatot. Ezen 32 országból 233-an vettek részt. A nyertes egy addig ismeretlen dán építész, Jørn Utzon lett. A terv ihletői a Sydney hatalmas jachtkikötőjében gyakran látható vitorláshajók voltak.

## A szerkezet
A létesítmény modern expresszionista kialakítású, nagy méretű előregyártott betonhéjakkal, amelyek mindegyike egy 75,2 méter sugarú gömb különböző szakaszaiból áll. A betonhéjak egy monumentális, emelt „dobogóra” vannak állítva. Az épület alapterülete 18 000 m², 183 m hosszú és 120 m széles. A legmagasabb tetőpont 67 méterrel a tengerszint felett van, amely megegyezik egy 22 emeletes épület magasságával. A tetőszerkezet 2194 darab előregyártott betonlemezből készült, amelyek tömege egyenként akár a 15 tonnát is eléri.
Bár a tetőszerkezeteket alkotó vitorlákat általában „héjaknak” nevezik, ezek valójában előregyártott betonpanelek, melyeket előregyártott betonbordák támasztanak alá, tehát statikai értelemben véve nem héjszerkezetek. Bár a héjak a távolból egyenletesen fehérnek tűnnek, valójában finom halszálka mintázatúak, amelyek 1 056 006 csempéből állnak, két színben: fényes fehér és matt krém. A burkolólapokat a svéd Höganäs AB cég gyártotta.

## Tervezés és megvalósítás

### Első fázis: pódium
A kivitelezés első fázisa 1959. március 2-án kezdődött. A munkálatokat a Civil & Civic építőipari cég végezte, az Ove Arup & Partners szerkezettervező építőmérnökeinek felügyeletével. Az ausztrál kormány szorgalmazta a munka korai megkezdését, attól tartva, hogy a finanszírozás vagy a közvélemény ellenük fordulhat. Utzon azonban még mindig nem fejezte be a végleges terveket. A főbb szerkezeti kérdések továbbra is megoldatlanok voltak. 1961. január 23-ra a munka már 47 hét késésben volt, főként a váratlan nehézségek, mint a zord időjárás, váratlan nehézségek a csapadékvíz elvezetésében, a megfelelő kiviteli rajzok elkészítése előtt kezdődő építkezés, valamint az eredeti szerződéses dokumentumok módosítása miatt. A betonhéjakat tartó emelt pódium kivitelezése végül 1963 februárjában fejeződött be. A kényszerű korai indulás jelentős későbbi problémákhoz vezetett: a pódium oszlopainak teherbírása nem volt elegendő a tetőszerkezet alátámasztására, ezért újjá kellett őket építeni.

### Második fázis: tetőszerkezet
A versenypályázat héjainak eredetileg nem volt meghatározott geometriájuk, de a tervezési folyamat elején a „héjakat” parabolák sorozataként fogták fel, amelyeket előre gyártott betonbordák támasztottak alá. Ove Arup építőmérnökből, statikusokból álló cége azonban nem tudott elfogadható megoldást találni az elkészítésükre. Monolit (helyszíni) beton felhasználása esetén a zsaluzat megfizethetetlenül drága lett volna, és mivel minden egyes héj különböző geometriájú volt, az egyes betonelemek előregyártott kivitelezése valószínűleg még drágább lett volna.
1957 és 1963 között a szerkezettervező csapat legalább 12 iterációt hajtott végre a kagyló formáján, és megpróbált gazdaságilag elfogadható formát találni, mielőtt a működőképes megoldás elkészült volna. A héjakban lezajló bonyolult erőjátékot számítógépes analízissel igyekeztek modellezni, mely a szerkezettervezés történetében a számítógépek egyik legkorábbi felhasználását jelentette. Azonban a köztes verziók vagy statikai szempontból nem feleltek meg, vagy a kivitelezésük lett volna mérhetetlenül drága. 1961 közepén Utzon ötlete vezetett a megoldáshoz: a héjakat mind egyazon gömb különböző, kivágott darabjaiként kell létrehozni. Ez a kivitelezési forma lehetővé tette a változó hosszúságú ívek közös formába öntését, és számos közös hosszúságú ívszegmens egymás melletti elhelyezését. A héjak végleges statikai megoldását ezután az Arup & Partners mérnökcsapata dolgozta ki.
A héjakat a Hornibrook Group Pty Ltd. készítette, akik az utolsó fázis kivitelezését is végezték. A cég alapítója Manual Hornibrook ausztrál kivitelező, építőmérnök volt, aki a 2400 előregyártott bordát és 4000 tetőtáblát egy helyszíni gyárban gyártotta le, és fejlesztette az építési folyamatokat is. Ezzel a megoldással elkerülhetővé vált a drága zsaluzat megépítése, valamint az is, hogy a tetőcserepek nagyobb szegmensekben, előregyártva készüljenek, ahelyett, hogy a tetőn egyesével ragasztották volna fel őket.

### Harmadik fázis: belsőépítészet
A belső terek kivitelezésének kezdetén, 1963 februárjában Utzon a teljes irodáját Sydney-be költöztette. 1965-ben azonban kormányváltás történt, és az új Robert Askin-kormány a Közmunkák Minisztériuma (Ministry of Public Works) hatáskörébe utalta a projektet. A minisztérium bírálta a projekt költségeit és idejét, valamint Utzon terveit sem találták praktikusak, ami végül 1966-ban a tervező lemondásához vezetett.
A projekt költségei ekkor, 1966 októberében 22,9 millió USD volt, kevesebb mint a végső 102 millió dolláros költség egynegyede.
Az építkezés a befejezés felé haladt, amikor Utzon lemondott. Helyét elsősorban Peter Hall vette át, aki nagyrészt a belsőépítészetért volt felelős. Ugyanazon évben az Utzon helyére kinevezett személyek E. H. Farmer kormányépítész, D. S. Littlemore és Lionel Todd voltak.
Utzon lemondását követően az akusztikai tanácsadó, Lothar Cremer megerősítette a Sydney Operaház Végrehajtó Bizottságának (Sydney Opera House Executive Committee, SOHEC), hogy Utzon eredeti terve csak 2000 ülőhely kialakítását teszi lehetővé a nagyteremben. Kijelentette továbbá, hogy az ülések számának 3000-re történő növelése esetén a teremben tartott előadások  akusztika szempontjából katasztrofálisak lennének. Peter Jones szerint a díszlettervező, Martin Carr bírálta a színpad alakját, magasságát és szélességét, a művészeknek szánt létesítményeket, az öltözők helyét, az ajtók és felvonók szélességét, valamint a világítótáblák elhelyezkedését.
Mindezek következtében az építkezés befejező szakaszában számos változás lépett érvénybe.

#### Jelentős változások Utzon terveihez képest
- A nagyterem, amely eredetileg többcélú opera/koncertterem volt, kizárólag koncertterem lett, az úgynevezett Koncertterem (Concert Hall). Az eredetileg csak színpadi produkcióknak szánt kisebb terem végül opera- és balettfunkciókat látott el először Operaszínház néven, majd később Joan Sutherland Színháznak nevezték át. A belső terek elrendezését megváltoztatták. Ezeket a változásokat elsősorban az eredeti versenykiírás hiányosságai okozták, amelyek nem tették kellően egyértelművé az Operaház funkcióját.
- Külsőleg a dobogó burkolata és a térburkolat (a dobogót eredetileg nem tervezték teljesen burkolni, az eredeti tervek szerint nyitott lett volna).
- Az üvegfalak építése (Utzon előregyártott, rétegelt lemezből készült rendszert tervezett ablakosztók gyanánt, de az üvegfelületek megoldására végül egy másik rendszert terveztek).
- Az Utzon-féle két nagyterem akusztikai- és ülésterveit kiselejtezték. A hangversenyterem tervét elutasították, mivel 2000 fős befogadóképességét kicsinek tartottak.

### Befejezés és költségek
Az Operaház hivatalosan 1973-ban készült el, és összesen 102 millió dollárba került.
Az eredeti költségbecslés 1957-ben 7 millió dollár volt, a befejezés tervezett dátuma pedig 1963. január 26-a (Ausztrália napja) lett volna. A valóságban a projekt tíz évvel később fejeződött be, a költségvetés reálértéke meghaladta az 1357%-ot.

## Megnyitás
Az operaházat II. Erzsébet brit királynő 1973. október 20-án avatta fel, hatalmas tömeg jelenlétében. A megnyitót tűzijáték és Beethoven 9. szimfóniájának előadása követte, a ceremóniát a televízió közvetítette.
Sokak véleménye szerint második világháború óta nem építettek szebb épületet a világon.

## Helye a városban
Az építmény a kikötő Bennelong Pointnak nevezett helyén áll. A névadó egy ausztrál bennszülött, aki az első kormányzó barátja volt az ausztrál gyarmaton. Eredetileg egy erődítmény állt a helyén. Később villamos-kocsiszín volt ott. Az opera 2,2 hektárnyi területet foglal el. A tetőszerkezet „vitorlái” 161 tonna súlyúak és 65 méter magasak.
Az épület belső stílusát „a világűrkorszak gótikájának” nevezik. Ebben az operában van a világ legnagyobb színpadi függönye. August Coburne tervei alapján készült. Ő „a Nap- és Hold függönyének” nevezte el. Minden függönyszárny 93 m²-es. A hangversenyterem orgonája a világ legnagyobb mechanikus orgonája; 10 244 darab sípja van.
Más rendezvények megtartására még öt terem áll rendelkezésre. Az épületben van még mozi és étterem is. Férőhelyeinek száma 1550, a hangversenyterem ülőhelyeinek száma pedig 2700.
Az operaház a székhelye a sydney-i szimfonikus zenekarnak és a filharmonikusok kórusának, valamint a városi színháznak is.

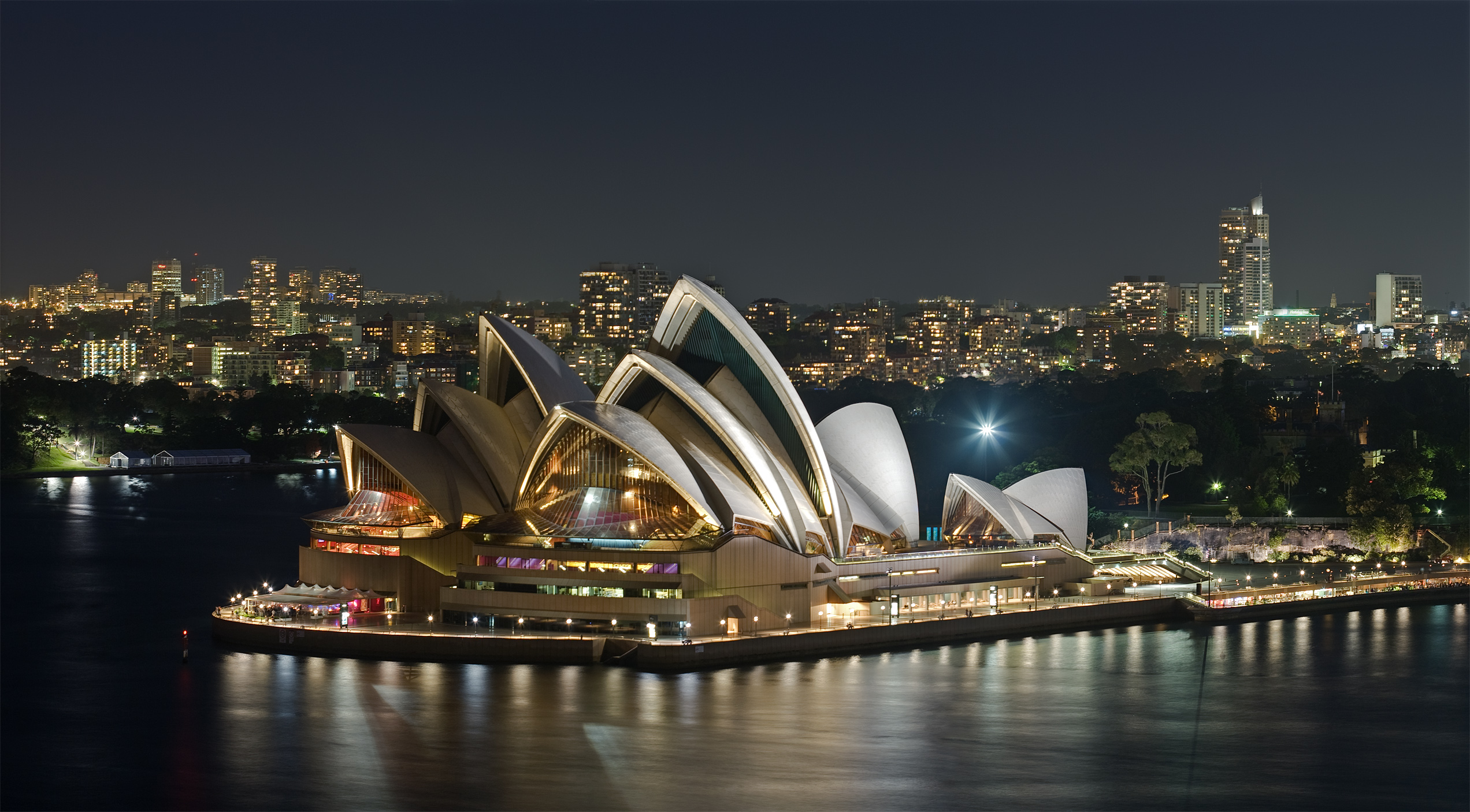
A Sydney-i Operaház éjjel

## Érdekességek
- A végső, 102 millió dolláros költség nagy részét állami lottóból finanszírozták.
- Az Operaház 1956-ban megrendezett nemzetközi tervpályázatára 233 tervet adtak be. A dán Jørn Utzont hirdették ki győztesnek, aki terveiért 5000 font sterlinget kapott.
- Az építkezés az első becslések alapján négy évig tartott volna, a valóságban azonban 14 évbe telt. Az 1959-ben megkezdett munkában 10 000 építőmunkás vett részt.
- Paul Robeson volt az első, aki fellépett a Sydney Operaházban. 1960-ban, még az építkezés alatt felmászott az állványzaton, és elénekelte az Ol 'Man folyót az építőmunkásoknak, miközben ebédeltek.
- A Sydney Operaházat 2007-ben vette fel az UNESCO a világörökségi listájára.
- A szerkezetet több mint egymillió tetőcserép burkolja.
- II. Erzsébet királynő a megnyitó után négyszer járt itt, utoljára 2006-ban.
- Amikor a Sydney-i Szimfonikus Zenekar színpadon áll a Hangversenyteremben, a hőmérsékletnek 22,5 Celsius-fokosnak kell lennie, hogy biztosítsa a hangszerek összhangját. A hőmérséklet és a páratartalom kritikus a hangszerek szempontjából.
- Arnold Schwarzenegger (volt színész és kaliforniai kormányzó) 1980-ban a Koncertteremben nyerte el utolsó Mr. Olympia testépítő címét.
- Az 1980-as években a Joan Sutherland Színházban a zenekari árok fölött hálót helyeztek el a Borisz Godunov című opera során történt esetet követően. A darabban ugyanis élő csirkék szerepeltek; előadás közben egy madár lesétált a színpadról, és egy csellistán landolt.
- Évente több mint 10,9 millió ember látogatja meg az Operaházat.
- A Sydney-i Operaházat közvetlenül a kikötőből vett tengervízzel hűtik. A rendszer 35 kilométeres csöveken keresztül keringeti a kikötőből nyert hideg vizet, amivel az épület fűtését és hűtését is ellátja.